# Antonio de Castro Casaleiz
Antonio de Castro Casaleiz (l'Havana, Cuba, 30 de març de 1856 - ?) fou un polític i diplomàtic espanyol. El 1876 fou nomenat agregat a l'ambaixada a la Santa Seu, el 1897 a Veneçuela (on va fer expulsar del país al nacionalista canari Secundino Delgado i el 1898 fou cònsol al Caire.
Milità al Partit Conservador (sector tetuanista) i fou elegit diputat pel districte d'Albocàsser a les eleccions generals espanyoles de 1901, 1905, 1907 i 1910. El 1905 va donar suport al sector d'Antoni Maura i Montaner i fou nomenat ambaixador a Itàlia. El 1914 deixà la seva carrera de diputat i fou nomenat ambaixador a Viena. També fou ministre d'estat interí el 1903 i el 1905, i senador per la província de Castelló el 1903-1904. Va escriure una Guia del Diplomático Español.